# Йовко
Йовко е форма на името Иван, съкратено от Йован или Йоан (стара форма на Иван). Йовко означава богопомазан (от ивритското johanan). Всички носещи името Йовко и негови производни празнуват имен ден на 7 януари, когато православната църква почита Св. Йоан Кръстител (Ивановден).